# Royal Rumble 2025
Royal Rumble 2025 è stata la trentottesima edizione dell'omonimo premium live event prodotto dalla WWE. L'evento si è svolto il 1º febbraio 2025 al Lucas Oil Stadium di Indianapolis in Indiana ed è andata in onda su Peacock negli Stati Uniti, su Netflix nei paesi in cui è disponibile il servizio e sul WWE Network nei paesi in cui è ancora attivo.
L'edizione è stata la prima nella storia dell'evento a non svolgersi durante il mese di gennaio. Per l'evento, annunciato il 24 giugno 2024, è stato scelto il Lucas Oil Stadium come parte dell'accordo siglato tra la WWE e la Indiana Sports Corporation che porterà nella capitale del'Indiana anche future edizioni di WrestleMania e SummerSlam.

## Storyline

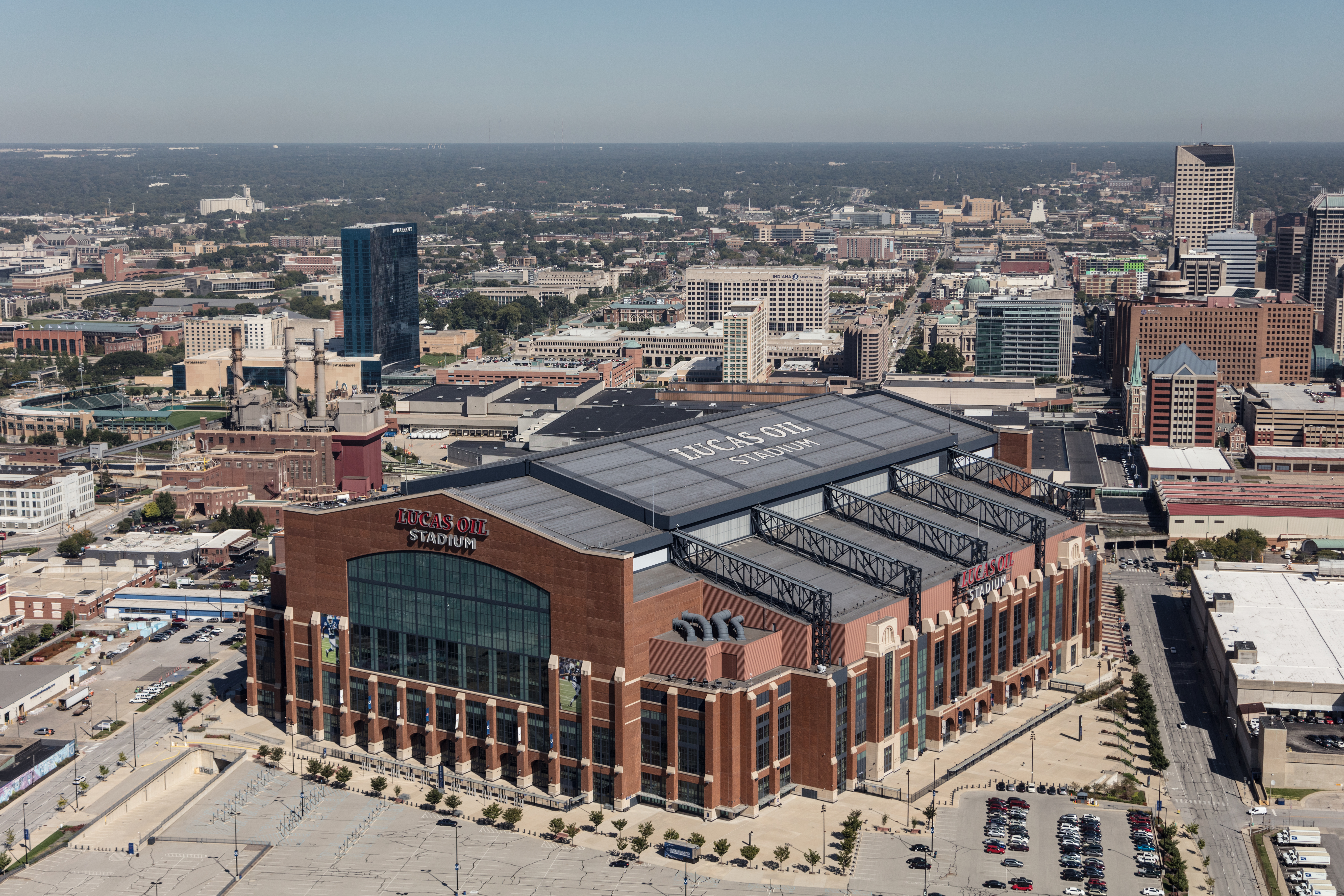
Immagine aerea del Lucas Oil Stadium, sede dell'evento.

Come ogni anno, si è tenuto il Royal Rumble Match, il cui vincitore ottiene un match per sfidare, a sua scelta, Cody Rhodes, detentore del WWE Championship e del WWE Universal Championship, o Gunther per il World Heavyweight Championship a WrestleMania 41. Come di consueto si è svolto anche l'omonimo match in versione femminile in cui la vincitrice ottiene un match per sfidare, a scelta, Tiffany Stratton, detentrice del WWE Women's Championship, oppure Rhea Ripley, detentrice del Women's World Championship. 
Nella rissa reale maschile, il 13 novembre 2024 fu annunciata la presenza di John Cena che darà così inizio al suo "Farewell Tour", ovvero il suo tour di ritiro che durerà per tutto il 2025. Cena ha confermato la sua partecipazione nel corso della prima puntata di Raw su Netflix, il 6 gennaio successivo, per cercare di aggiudicarsi la sua terza Rumble per poi cercare di vincere il suo diciassettesimo titolo a WrestleMania 41.
A Saturday Night's Main Event, Cody Rhodes riuscì a sconfiggere Kevin Owens in un match titolato, con l'American Nightmare che si presentò sullo stage al momento dell'entrata con la versione "Winged Eagle" del suo WWE Championship, usata dalla federazione dal 1988 al 1998. Dopo l'incontro, il campione venne però attaccato dal canadese che gli rifila un piledriver, mossa vietata dalla WWE, con l'evento che terminò con Rhodes che venne portato via in ambulanza dopo essere stato soccorso sul ring mentre Owens gli ruba la cintura. Durante il Raw on Netflix Kickoff, il canadese intervenne durante un discorso di Triple H reggendo la vecchia cintura affermando di essere lui il nuovo e vero campione, a discapito del rivale infortunato. Nella puntata di SmackDown del 27 dicembre 2024, Rhodes propose al rivale un incontro risolutore della faida a Royal Rumble, proponendo un ladder match con entrambe le cinture appese sopra il ring. Il general manager Nick Aldis acconsentì sancendo l'ufficialità del match ma il canadese attaccò nuovamente il campione al collo prima di lasciare il ring.
Nella puntata di SmackDown del 6 dicembre 2024, i #DIY sconfissero i Motor City Machine Guns, diventando i nuovi WWE Tag Team Champions grazie ad un colpo basso di Johnny Gargano che mise fuori gioco Chris Sabin con la coppia vincitrice che effettuò così un turn heel. Il 3 gennaio 2025, si tenne un rematch tra le due coppie che terminò però in no contest per l'interferenza dei Pretty Deadly e di Angel e Berto. Nella puntata del 17 gennaio, i Moto City Machine Guns affrontarono con successo Angel e Berto, mentre la settimana successiva sconfissero i Pretty Deadly ed al termine dell'incontro venne sancito un match per Royal Rumble valido per il titolo in un two out of three falls match.

## Evento
| Ruolo                 | Nome              |
| --------------------- | ----------------- |
| Commentatori          | Michael Cole      |
| Commentatori          | Pat McAfee        |
| Commentatori          | Wade Barrett      |
| Intervistatori        | Cathy Kelley      |
| Intervistatori        | Byron Saxton      |
| Annunciatori          | Alicia Taylor     |
| Arbitri               | Danilo Anfibio    |
| Arbitri               | Shawn Bennett     |
| Arbitri               | Jessika Carr      |
| Arbitri               | Dan Engler        |
| Arbitri               | Daphanie LaShaunn |
| Arbitri               | Eddie Orengo      |
| Arbitri               | Chad Patton       |
| Arbitri               | Charles Robinson  |
| Arbitri               | Ryan Tran         |
| Arbitri               | Rod Zapata        |
| Presentatori Pre-Show | Jackie Redmond    |
| Presentatori Pre-Show | Big E             |
| Presentatori Pre-Show | Joe Tessitore     |
| Presentatori Pre-Show | Peter Rosenberg   |
| Presentatori Pre-Show | Bubba Ray Dudley  |

### Match preliminari
L'evento fu introdotto da Stephanie McMahon che diede il benvenuto al pubblico, ringraziandolo per aver reso questa edizione la più numerosa nella storia delle Royal Rumble.
Il primo incontro della serata fu il Women's royal rumble match che vide come numero #1 e #2 rispettivamente Iyo Sky e Liv Morgan. Seguirono poi le entrate di Roxanne Perez da NXT, mentre con i due successivi numeri entrarono prima la WWE Women's Intercontinental Champion Lyra Valkyria e poi la WWE Women's United States Champion Chelsea Green che effettuerà poco più tardi la prima eliminazione del match ai danni di B-Fab, entrata con il numero #6. Da NXT arrivarono poi Lash Legend con il numero #9, Jaida Parker con il numero #16, Stephanie Vaquer con il numero #24 e la NXT Women's Champion Giulia con il numero #28. Con il numero #18 fece il suo ingresso sul ring Natalya, che insieme a Liv Morgan sono le uniche atlete ad aver partecipato a tutte le otto edizione della rissa femminile. L'ingresso successivo è quello di Jordynne Grace, alla sua prima apparizione dopo la firma del contratto con la WWE. Con il numero #21 fece il suo ritorno per la prima volta dopo oltre due anni Alexa Bliss, mentre con il numero #25 entra la Hall of Famer Trish Stratus. Con il numero #27 fa il suo ingresso Charlotte Flair, al rientro dopo oltre un anno in seguito ad grave infortunio. Con il numero #29 entra Nia Jax che effettuerà ben 9 eliminazioni, sette delle quali consecutive e segnando un nuovo record come maggior numero di eliminazioni in un'edizione. Come ultima entrante arriva la Hall of Famer Nikki Bella. Nel finale, rimangono sul ring Nikki Bella che viene subito eliminata da Nia Jax, venendo però a sua volta eliminata da Charlotte Flair. Nel finale a due con Roxanne Perez, la quattordici volte Campionessa del Mondo ha la meglio andando a vincere la Royal Rumble 2025, diventando così la prima atleta femminile a riuscire a vincere la rissa reale per la seconda volta dopo il successo nel 2020. Roxanne Perez, invece, stabilisce un nuovo record di permanenza sul ring in 1:07:47.

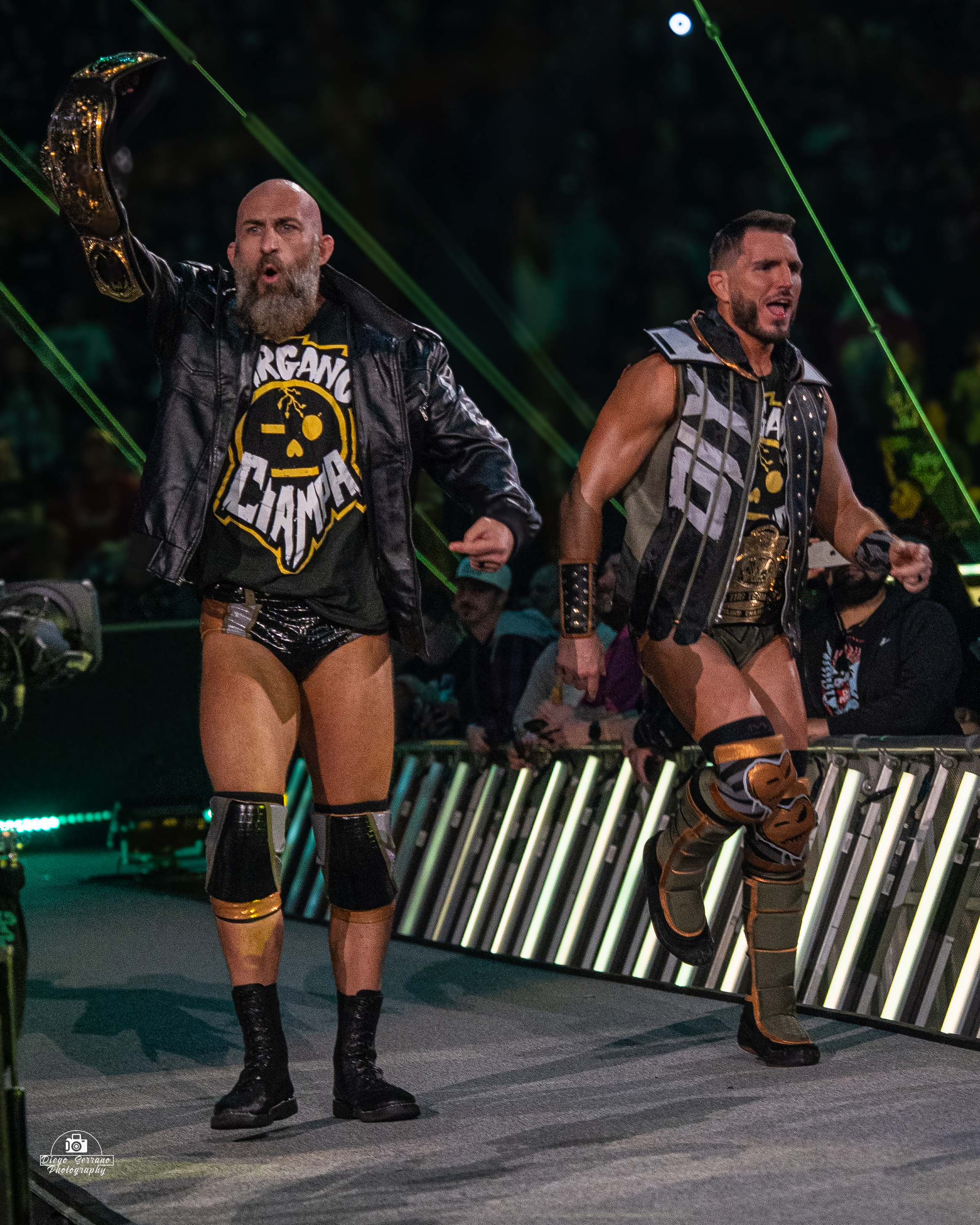
I #DIY durante l'entrata del match.

L'evento prosegue con la difesa da parte dei #DIY dei loro WWE Tag Team Championship dall'assalto dei Motor City Machine Guns in un two out of three falls match. Dopo un buon inizio, gli sfidanti sembrano in controllo della situazione, ma il primo punto se lo aggiudicano i campioni con Tommaso Ciampa che riesce a schienare Alex Shelley dopo avergli rifilato un running knee strike. Poco dopo gli sfidanti pareggiano la sfida dopo la loro Skulls and Bones schienando Johnny Gargano. Nelle fasi conclusive dell'incontro, i MCMG sembrano pronti per effettuare di nuovo la loro mossa finale sui campioni, quando l'arbitro viene distratto da Montez Ford mentre Angelo Dawkins colpisce con una stampella Shelley facendo connettere ai campioni la loro Meeting in the Middle vincendo l'incontro per 2-1 e restando campioni. Terminato il match, a loro volta Ciampa e Gargano vennero attaccati durante i festeggiamenti dagli Street Profits.
Il terzo incontro della serata fu il ladder match tra Cody Rhodes e Kevin Owens valido per il WWE Championship e il WWE Universal Championship, con anche la versione "Winged Eagle" appesa sopra al ring. La contesa si sposta subito fuori dal ring con l'utilizzo delle scale con lo sfidante che mette a segno il primo colpo dell'incontro, usando poi addirittura un cameraman per colpire l'avversario, andando poi a cercare di staccare le cinture sopra il ring, con il campione che però lo blocca in tempo. Poco dopo, Owens rifila una pop-up powerbomb e prende anche nei minuti successivi in mano la situazione nuovamente con una powerbomb l'avversario contro una scala. Il canadese continua ad infierire colpi al campione, prendendosi anche gioco di lui, lanciandolo dal paletto contro una scala, con il campione che subisce un colpo durissimo. Si presentano così a bordo ring diversi arbitri insieme al general manager Nick Aldis, oltre che a Sami Zayn non schierandosi però con nessuno. Il campione si riprende dopo aver evitato una package piledriver, da sopra il tavolo di commento rifila un Alabama slam all'avversario sulla scala, rompendola. Rhodes si appresta così a salire in cima al ring e stacca le due cinture rimanendo campione. Owens viene medicato mentre il campione festeggiando i suoi 300 giorni come tale da sopra il tavolo di commento.

### Main event
Il main event della serata fu il Royal rumble match maschile che vide come primi partecipanti due luchador: Rey Mysterio ed il nuovo arrivato in federazione Penta. Come terzo partecipante entrò Chad Gable, avversario di Penta nel suo debutto di qualche settimana prima. Si susseguono gli eventi ed con il numero #7 entra il WWE Intercontinental Champion Bron Breakker che mette a referto la prima eliminazione dell'incontro su Carmelo Hayes (#4). Con il numero #8 entra Akira Tozawa ma viene attaccato da Hayes rendendolo inabilitato a competere con gli arbitri che lo riportano nel backstage, dove Triple H dice ad IShowSpeed, youtuber americano, di sostituire Tozawa partecipando così alla rissa reale, aiutando Breakker ad eliminare Otis (#6), prima di venire a sua volta eliminato dal campione intercontinentale che elimina anche Santos Escobar. Il numero #12 è Jacob Fatu ed elimina Mysterio, Gable, Andrade (#11) e Jimmy Uso (#10), portandosi anche lui a quota quattro eliminazioni. L'apparizione più breve è quella di Ludwig Kaiser con il numero #13 e soli 6 secondi di permanenza venendo eliminato da Penta. Con il numero #15 fa la sua entrata a sorpresa il TNA World Champion Joe Hendry. L'entrata successiva è quella di Roman Reigns che mette in atto quattro eliminazioni, tutte in sequenza su The Miz (#14), Sheamus (#9), Hendry e Breakker, pareggiando il numero di eliminazioni di quest'ultimo e di Jacob Fatu. Con il numero #19 entra anche il WWE United States Champion che non lascia però il segno con soli 3 minuti di permanenza. La successiva entrata con il numero #20 è quella di Jey Uso che elimina subito Nakamura. Con il numero #21 fa il suo ritorno AJ Styles. Con il #22 entra Braun Strowman che appena entra sul ring si confronta con Jacob Fatu, con il quale era in faida, e lo elimina. Il Monster among Men viene però eliminato subito dal successivo entrante con il numero #23, ovvero John Cena alla sua ultima partecipazione, che fa fuori anche Finn Bálor (#18). Sul ring restano in piedi il bostoniano e Reigns mentre riecheggia la musica di CM Punk, successivo entrante. I tre si guardano al centro del quadrato fino alla prossima entrata, che è quella di Seth Rollins. L'ultimo entrante con il numero #30 è Logan Paul. Rollins e Reigns cercano di eliminarsi a vicenda, ma ne approfitta Punk che elimina entrambi contemporaneamente, ma viene eliminato anche lui immediatamente da Logan Paul. Quest'ultimo è uno degli ultimi tre restanti insieme a John Cena e Jey Uso, ma anche il primo a salutare la contesa venendo eliminato da Cena. I due restanti combattono sull'apron del ring con Cena che tenta una Attitude adjustment ma Jey Uso torna sul ring e spinge l'avversario fuori dal ring, eliminandolo. Jey Uso è dunque il vincitore della Royal Rumble 2025 guadagnandosi così la sua opportunità titolata a WrestleMania 41. L'atleta con più minuti di permanenza sul ring è Penta (42:05), mentre Bron Breakker, Jacob Fatu e Roman Reigns hanno messo a segno quattro eliminazioni ciascuno.

## Risultati
| # | Match                                                        | Stipulazione                                                         | Durata  |
| - | ------------------------------------------------------------ | -------------------------------------------------------------------- | ------- |
| 1 | Charlotte Flair ha vinto eliminando per ultima Roxanne Perez | 30-woman royal rumble match                                          | 1:10:20 |
| 2 | #DIY (c) hanno sconfitto Motor City Machine Guns             | Two out of three falls match per il WWE Tag Team Championship        | 14:00   |
| 3 | Cody Rhodes (c) ha sconfitto Kevin Owens                     | Ladder match per il WWE Championship e il WWE Universal Championship | 25:05   |
| 4 | Jey Uso ha vinto eliminando per ultimo John Cena             | 30-man royal rumble match                                            | 1:20:15 |

## Royal rumble match

### Femminile
– Wrestler di Raw
     – Wrestler di SmackDown
     – Wrestler di NXT

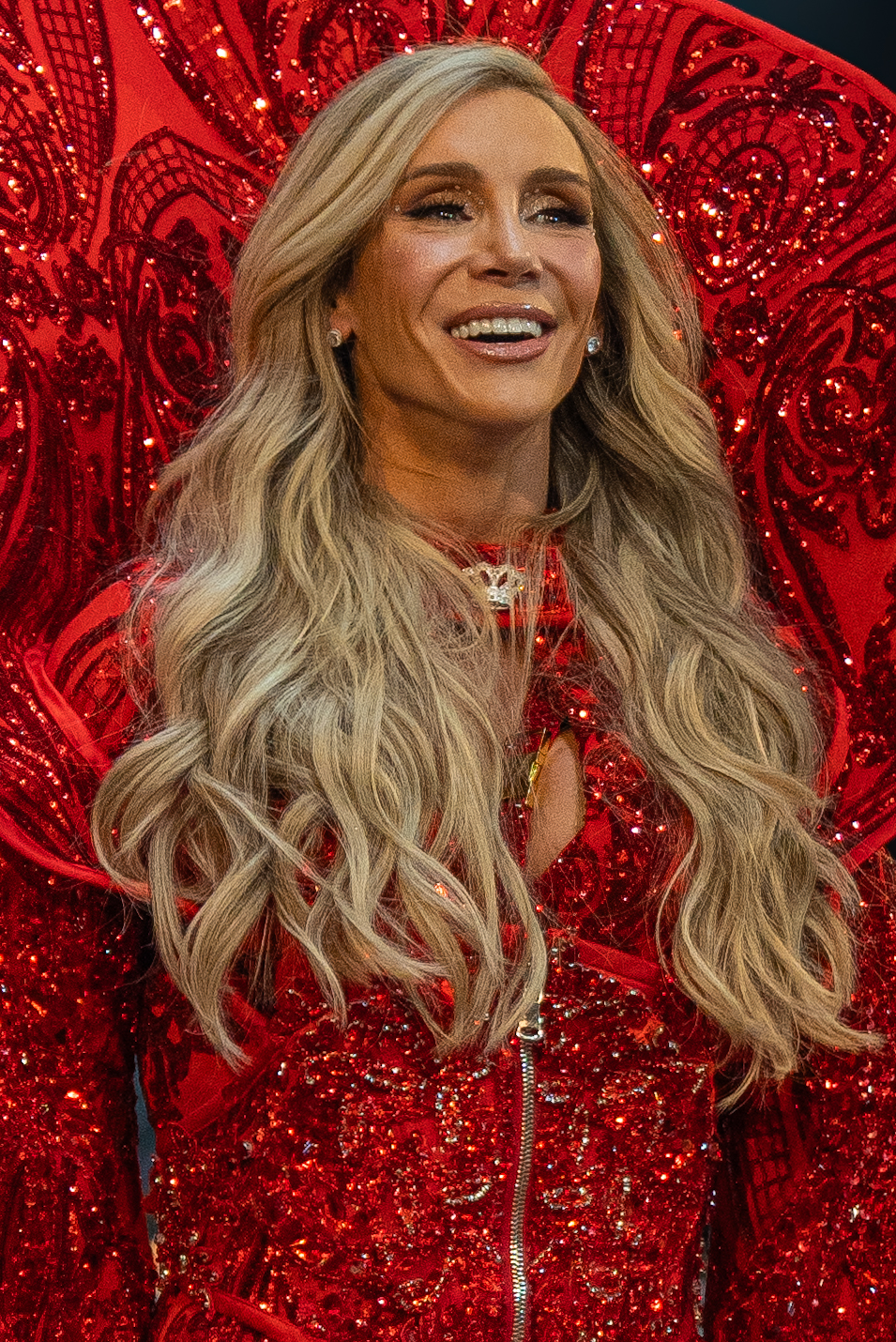
Charlotte Flair, vincitrice del royal rumble match femminile

     – Non affiliata a nessun roster
     – Vincitrice
| #   | Superstar        | Ordine | Eliminata da                               | Tempo   | Eliminazioni |
| --- | ---------------- | ------ | ------------------------------------------ | ------- | ------------ |
| #1  | Iyo Sky          | 21     | Nia Jax                                    | 1:06:45 | 1            |
| #2  | Liv Morgan       | 24     | Nia Jax                                    | 1:07:00 | 2            |
| #3  | Roxanne Perez    | 29     | Charlotte Flair                            | 1:07:47 | 1            |
| #4  | Lyra Valkyria    | 2      | Ivy Nile                                   | 16:13   | 0            |
| #5  | Chelsea Green    | 9      | Piper Niven                                | 26:52   | 2            |
| #6  | B-Fab            | 1      | Chelsea Green                              | 7:20    | 0            |
| #7  | Ivy Nile         | 3      | Maxxine Dupri                              | 16:29   | 1            |
| #8  | Zoey Stark       | 5      | Bianca Belair e Naomi                      | 16:58   | 1            |
| #9  | Lash Legend      | 8      | Chelsea Green                              | 17:22   | 0            |
| #10 | Bianca Belair    | 23     | Nia Jax                                    | 49:17   | 1            |
| #11 | Shayna Baszler   | 6      | Bayley                                     | 10:12   | 1            |
| #12 | Bayley           | 26     | Nikki Bella                                | 46:59   | 1            |
| #13 | Sonya Deville    | 7      | Iyo Sky                                    | 6:04    | 1            |
| #14 | Maxxine Dupri    | 4      | Shayna Baszler, Sonya Deville e Zoey Stark | 1:20    | 1            |
| #15 | Naomi            | 22     | Nia Jax                                    | 38:04   | 1            |
| #16 | Jaida Parker     | 10     | Jordynne Grace                             | 6:54    | 0            |
| #17 | Piper Niven      | 14     | Charlotte Flair                            | 24:10   | 1            |
| #18 | Natalya          | 11     | Liv Morgan                                 | 17:14   | 0            |
| #19 | Jordynne Grace   | 15     | Giulia                                     | 22:41   | 1            |
| #20 | Michin           | 13     | Charlotte Flair                            | 16:59   | 0            |
| #21 | Alexa Bliss      | 12     | Liv Morgan                                 | 11:01   | 0            |
| #22 | Zelina Vega      | 16     | Nia Jax                                    | 18:04   | 0            |
| #23 | Candice LaRae    | 17     | Trish Stratus                              | 16:32   | 0            |
| #24 | Stephanie Vaquer | 20     | Nia Jax                                    | 19:02   | 0            |
| #25 | Trish Stratus    | 18     | Nia Jax                                    | 13:13   | 1            |
| #26 | Raquel Rodriguez | 19     | Nia Jax                                    | 15:02   | 0            |
| #27 | Charlotte Flair  | —      | Vincitrice                                 | 15:04   | 4            |
| #28 | Giulia           | 25     | Roxanne Perez                              | 10:08   | 1            |
| #29 | Nia Jax          | 28     | Charlotte Flair                            | 8:13    | 9            |
| #30 | Nikki Bella      | 27     | Nia Jax                                    | 3:04    | 1            |

### Maschile
– Wrestler di Raw
     – Wrestler di SmackDown

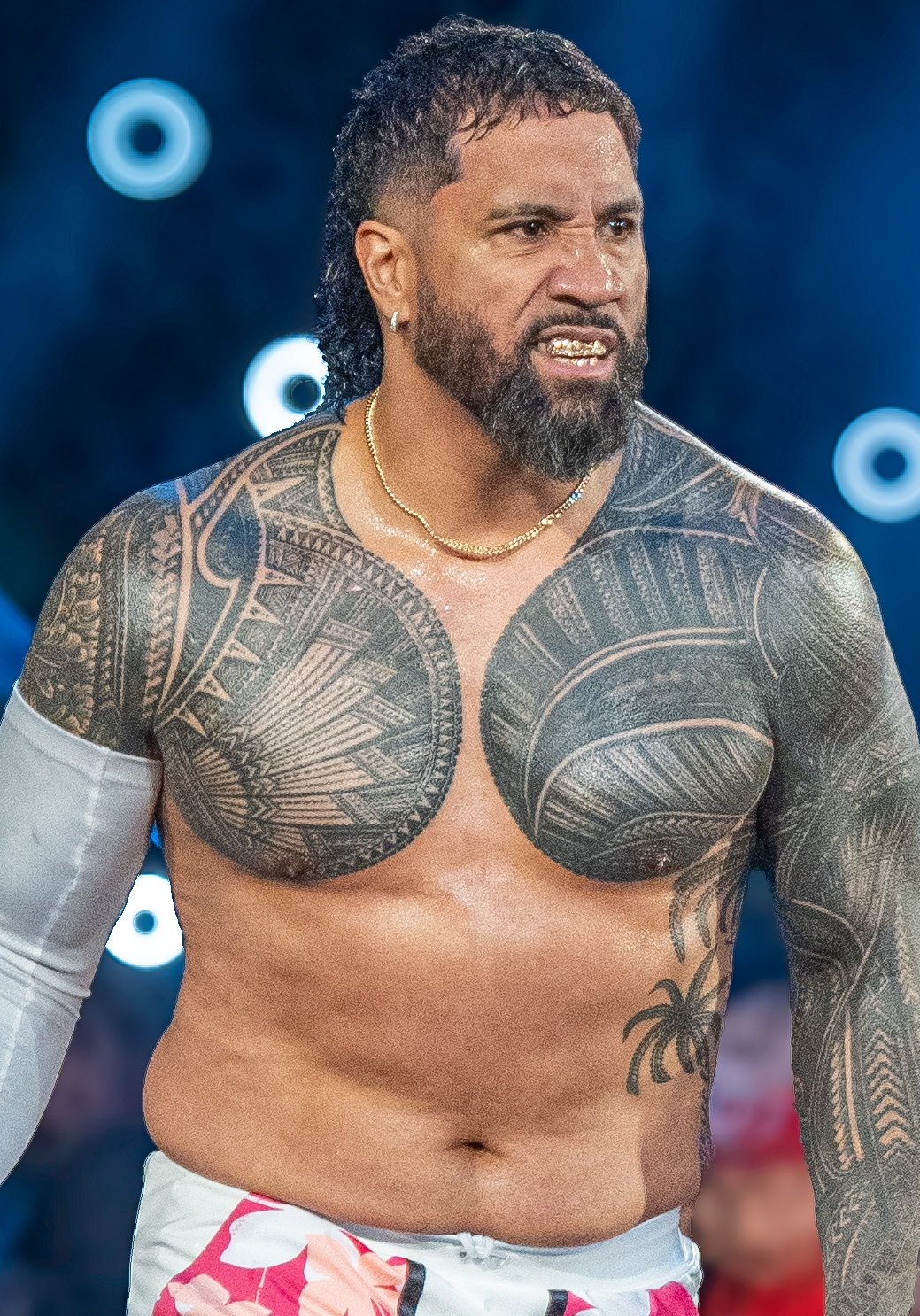
Jey Uso, vincitore del Royal Rumble match maschile

     – Non affiliato a nessun roster
     – Vincitore
| #   | Superstar         | Ordine | Eliminato da               | Tempo | Eliminazioni |
| --- | ----------------- | ------ | -------------------------- | ----- | ------------ |
| #1  | Rey Mysterio      | 6      | Jacob Fatu                 | 24:41 | 0            |
| #2  | Penta             | 14     | Finn Balor                 | 42:05 | 1            |
| #3  | Chad Gable        | 5      | Jacob Fatu                 | 21:38 | 0            |
| #4  | Carmelo Hayes     | 1      | Bron Breakker              | 6:59  | 0            |
| #5  | Santos Escobar    | 2      | Bron Breakker              | 5:42  | 0            |
| #6  | Otis              | 3      | Bron Breakker e IShowSpeed | 9:43  | 1            |
| #7  | Bron Breakker     | 12     | Roman Reigns               | 22:26 | 4            |
| #8  | IShowSpeed        | 4      | Otis                       | 0:56  | 1            |
| #9  | Sheamus           | 10     | Roman Reigns               | 15:38 | 0            |
| #10 | Jimmy Uso         | 13     | Jacob Fatu                 | 15:34 | 0            |
| #11 | Andrade           | 7      | Jacob Fatu                 | 3:17  | 0            |
| #12 | Jacob Fatu        | 16     | Braun Strowman             | 24:16 | 4            |
| #13 | Ludwig Kaiser     | 8      | Penta                      | 0:06  | 0            |
| #14 | The Miz           | 9      | Roman Reigns               | 5:25  | 0            |
| #15 | Joe Hendry        | 11     | Roman Reigns               | 3:35  | 0            |
| #16 | Roman Reigns      | 26     | CM Punk                    | 37:15 | 4            |
| #17 | Drew McIntyre     | 21     | Damian Priest              | 26:55 | 0            |
| #18 | Finn Bálor        | 18     | John Cena                  | 11:10 | 1            |
| #19 | Shinsuke Nakamura | 15     | Jey Uso                    | 3:17  | 0            |
| #20 | Jey Uso           | —      | Vincitore                  | 36:59 | 3            |
| #21 | AJ Styles         | 24     | Logan Paul                 | 21:02 | 1            |
| #22 | Braun Strowman    | 17     | John Cena                  | 2:12  | 1            |
| #23 | John Cena         | 29     | Jey Uso                    | 30:31 | 3            |
| #24 | CM Punk           | 27     | Logan Paul                 | 18:46 | 2            |
| #25 | Seth Rollins      | 25     | CM Punk                    | 17:14 | 0            |
| #26 | Dominik Mysterio  | 19     | Damian Priest              | 4:09  | 0            |
| #27 | Sami Zayn         | 20     | Jey Uso                    | 5:22  | 0            |
| #28 | Damian Priest     | 22     | LA Knight                  | 6:14  | 2            |
| #29 | LA Knight         | 23     | AJ Styles                  | 5:06  | 1            |
| #30 | Logan Paul        | 28     | John Cena                  | 11:19 | 2            |